# Liste der österreichischen Bildungsminister
Der Unterrichtsminister (aktuell: Bildungsminister) ist der für die Schulbildung zuständige Bundesminister in der ersten und zweiten Republik Österreich (als Bildungsminister); im Laufe der Geschichte dieser Funktionsbezeichnung zählten aber immer wieder weite andere Bereiche von Kunst, Kultur und Wissenschaft zu den Ressortagenden.
Von 1848 an war der k.k. Minister für den Kultus (Religionsangelegenheiten) und für den Unterricht zuständig, seit 1867 für Cisleithanien, die österreichische Reichshälfte Österreich-Ungarns.
Von der republikanischen deutschösterreichischen Staatsregierung Renner I an, die am 30. Oktober 1918 bestellt wurde, wurden in der jeweiligen Bezeichnung des Ressorts die Religionsangelegenheiten nicht mehr erwähnt.
Die Kunst- und Kulturangelegenheiten waren jahrzehntelang beim Unterrichtsministerium angesiedelt, seit den 1970er Jahren wechselte die Zuständigkeit mehrmals. Zu den Reformen der 1970 angetretenen Bundesregierung Kreisky I zählte die am 26. Juli 1970 erstmals erfolgte Bestellung eines eigenen für Wissenschaft zuständigen Ministers; das Ressort wurde 2013/ 14 (Bundesregierung Faymann II) mit dem Wirtschaftsministerium fusioniert.
Auslandskultur ist seit 1973 beim Außenministerium angesiedelt, das die Kulturinstitute und Kulturattachées als Diplomaten betraut.
Von 1919 bis 1923 war das Amt des Unterrichtsministers mit dem des Innenministers, 1984–1994 mit dem des Sportministers und 2000–2007 mit dem des Wissenschaftsministers verbunden. Der aktuelle Name des Ressorts ist seit 2018 Bundesministerium für Bildung, Wissenschaft und Forschung.

## Liste

### Unterrichtsminister der Ersten Republik
| Minister         | Amtsantritt        | Funktion                                                          | Partei              |
| ---------------- | ------------------ | ----------------------------------------------------------------- | ------------------- |
| Raphael Pacher   | 30. Oktober 1918   | Staatssekretär für Unterricht                                     | deutsch-national    |
| Otto Glöckel     | April 1919         | Unterstaatssekretär für Unterricht                                | SDAP                |
| Egon Glanz       | 20. November 1920  | Bundesminister für Inneres und Unterricht                         | Beamter             |
| Walter Breisky   | 07. April 1921     | Bundesminister für Inneres und Unterricht                         | Beamter             |
| Rudolf Ramek     | 29. April 1921     | Bundesminister für Inneres und Unterricht                         | CS                  |
| Leopold Waber    | 21. Juni 1921      | Bundesminister für Inneres und Unterricht                         | Großdeutsche Partei |
| Walter Breisky   | 16. Jänner 1922    | Bundesminister für Inneres und Unterricht                         | Beamter             |
| Emil Schneider   | 31. Mai 1922       | Bundesminister für Inneres und Unterricht, ab 1923 für Unterricht | CS                  |
| Josef Resch      | 16. Juni 1926      | Bundesminister für Unterricht                                     | CS                  |
| Anton Rintelen   | 25. Juni 1926      | Bundesminister für Unterricht                                     | CS                  |
| Richard Schmitz  | 20. Oktober 1926   | Bundesminister für Unterricht                                     | CS                  |
| Emmerich Czermak | 04. Mai 1929       | Bundesminister für Unterricht                                     | CS                  |
| Johann Schober*  | 26. September 1929 | Bundesminister für Unterricht                                     | Beamter             |
| Heinrich Srbik   | 16. Oktober 1929   | Bundesminister für Unterricht                                     | parteilos           |
| Emmerich Czermak | 30. September 1930 | Bundesminister für Unterricht                                     | CS                  |
| Anton Rintelen   | 20. Mai 1932       | Bundesminister für Unterricht                                     | CS                  |
| Kurt Schuschnigg | 24. Mai 1933       | Bundesminister für Unterricht                                     | CS , VF             |
| Hans Pernter     | 14. Mai 1936       | Bundesminister für Unterricht                                     | VF                  |
| Oswald Menghin   | 11. März 1938      | Bundesminister für Unterricht                                     | NSDAP               |

* teilweise als Bundeskanzler
Parteien
- SDAP  Sozialdemokratische Arbeiterpartei
- CS  Christlichsoziale Partei
- VF  Vaterländische Front
- NSDAP  Nationalsozialistische Deutsche Arbeiterpartei

- KPÖ  Kommunistische Partei Österreichs
- ÖVP  Österreichische Volkspartei
- SPÖ  Sozialdemokratische Partei Österreichs

### Unterrichtsminister der Zweiten Republik
| Bild | Bundesminister          | Amtsantritt        | Funktion | Partei                     |
| ---- | ----------------------- | ------------------ | --- | -------------------------- |
|      | Ernst Fischer           | 27. April 1945     | Staatssekretär für Volksaufklärung, für Unterricht und Erziehung und für Kultusangelegenheiten                          | KPÖ                        |
|      | Felix Hurdes            | 20. Dezember 1945  | Bundesminister für Unterricht                                                                                           | ÖVP                        |
|      | Ernst Kolb              | 23. Jänner 1952    | Bundesminister für Unterricht                                                                                           | ÖVP                        |
|      | Heinrich Drimmel        | 01. November 1954  | Bundesminister für Unterricht                                                                                           | ÖVP                        |
|      | Theodor Piffl-Percevic  | 02. April 1964     | Bundesminister für Unterricht                                                                                           | ÖVP                        |
|      | Alois Mock              | 02. Juni 1969      | Bundesminister für Unterricht                                                                                           | ÖVP                        |
|      | Leopold Gratz           | 21. April 1970     | Bundesminister für Unterricht, ab 24. Juli 1970 für Unterricht und Kunst                                                | SPÖ                        |
|      | Fred Sinowatz           | 04. November 1971  | Bundesminister für Unterricht und Kunst                                                                                 | SPÖ                        |
|      | Helmut Zilk             | 24. Mai 1983       | Bundesminister für Unterricht und Kunst                                                                                 | SPÖ                        |
|      | Herbert Moritz          | 10. September 1984 | Bundesminister für Unterricht und Kunst, ab 1. Jänner 1985 für Unterricht, Kunst und Sport                              | SPÖ                        |
|      | Hilde Hawlicek          | 21. Jänner 1987    | Bundesminister für Unterricht, Kunst und Sport                                                                          | SPÖ                        |
|      | Rudolf Scholten         | 17. Dezember 1990  | Bundesminister für Unterricht, Kunst und Sport, ab 1. Februar 1991 für Unterricht und Kunst                             | SPÖ                        |
|      | Erhard Busek            | 29. November 1994  | Bundesminister für Unterricht und Kunst                                                                                 | ÖVP                        |
|      | Elisabeth Gehrer        | 04. Mai 1995       | Bundesministerin für Unterricht und kulturelle Angelegenheiten, ab 4. Februar 2000 für Bildung, Wissenschaft und Kultur | ÖVP                        |
|      | Claudia Schmied         | 11. Jänner 2007    | Bundesministerin für Bildung, Wissenschaft und Kultur, ab 1. März 2007 für Unterricht, Kunst und Kultur                 | SPÖ                        |
|      | Gabriele Heinisch-Hosek | 16. Dezember 2013  | Bundesministerin für Unterricht, Kunst und Kultur, ab 1. März 2014 für Bildung und Frauen                               | SPÖ                        |
|      | Sonja Hammerschmid      | 18. Mai 2016       | Bundesministerin für Bildung und Frauen, ab Mai/Juni 2016 für Bildung                                                   | SPÖ                        |
|      | Heinz Faßmann           | 18. Dezember 2017  | Bundesminister für Bildung ab 8. Jänner 2018 für Bildung, Wissenschaft und Forschung                                    | Unabh. , von ÖVP nominiert |
|      | Iris Eliisa Rauskala    | 3. Juni 2019       | Bundesministerin für Bildung, Wissenschaft und Forschung                                                                | Unabh.                     |
|      | Heinz Faßmann           | 7. Jänner 2020     | Bundesminister für Bildung, Wissenschaft und Forschung                                                                  | Unabh. , von ÖVP nominiert |
|      | Martin Polaschek        | 6. Dezember 2021   | Bundesminister für Bildung, Wissenschaft und Forschung                                                                  | Unabh. , von ÖVP nominiert |
|      | Christoph Wiederkehr    | 3. März 2025       | Bundesminister für Bildung, Wissenschaft und Forschung ab 1. April 2025 für Bildung                                     | NEOS                       |